# 国立病院機構別府医療センター附属大分中央看護学校
国立病院機構別府医療センター附属大分中央看護学校（こくりつびょういんきこうべっぷいりょうセンターふぞくおおいたちゅうおうかんごがっこう）とは、独立行政法人国立病院機構が大分県別府市に設置する専修学校である。別府医療センターと同一敷地内にある。

## 沿革
(この節の出典)
- 1948年（昭和48年） - 国立亀川病院附属高等看護学院開校
- 1992年（平成4年） - 国立別府病院附属大分中央看護学校と名称変更。
- 2004年（平成16年） - 独立行政法人国立病院機構に移行し、独立行政法人国立病院機構別府医療センター附属大分中央看護学校と名称変更。
- 2005年（平成17年） - 1学年の定員を100名から80名に変更。
- 2023年（令和5年） - 募集停止
- 2025年（令和7年） - 閉校。敷地施設を別府大学に貸し付け別府大学看護学部が開設される予定[3][4]。

## 学科
- 看護学科（3年課程、定員80名）

## 資格
- 医療専門士
- 看護師国家試験受験資格
- 保健師、助産師養成課程の受検資格
- 看護大学等入学受験資格（3年次編入）
- 看護教諭一種免許養成課程の大学受験資格（修業年限1年）